# Австрія на зимових Олімпійських іграх 2002
Австрія на зимових Олімпійських іграх 2002 була представлена 90  спортсменами в 12 видах спорту.

## Медалісти
| Медаль | Спортсмен                                                  | Вид                 | Дисципліна           |
| ------ | ---------------------------------------------------------- | ------------------- | -------------------- |
| Золото | Фріц Штробль                                               | гірськолижний спорт | швидкісний спуск     |
| Золото | Стефан Ебергартер                                          | гірськолижний спорт | гігантський слалом   |
| Золото | Крістіан Гоффманн                                          | лижні перегони      | 30 км вільним стилем |
| Срібло | Стефан Ебергартер                                          | гірськолижний спорт | супергігант          |
| Срібло | Ренате Гечль                                               | гірськолижний спорт | комбінація           |
| Срібло | Михайло Ботвинов                                           | лижні перегони      | 30 км вільним стилем |
| Срібло | Мартін Реттль                                              | скелетон            |                      |
| Бронза | Беньямін Райх                                              | гірськолижний спорт | комбінація           |
| Бронза | Стефан Ебергартер                                          | гірськолижний спорт | швидкісний спуск     |
| Бронза | Беньямін Райх                                              | гірськолижний спорт | слалом               |
| Бронза | Андреас Шіфферер                                           | гірськолижний спорт | супергігант          |
| Бронза | Ренате Гечль                                               | гірськолижний спорт | швидкісний спуск     |
| Бронза | Вольфганг Пернер                                           | біатлон             | спринт 10 км         |
| Бронза | Маркус Прок                                                | санний спорт        | одиночні сани        |
| Бронза | Фелікс Готтвальд                                           | лижне двоборство    | індивідуальні        |
| Бронза | Фелікс Готтвальд                                           | лижне двоборство    | спринт               |
| Бронза | Крістоф Білер Міхаель Грубер Маріо Штехер Фелікс Готтвальд | лижне двоборство    | командні             |